# スレイマン2世

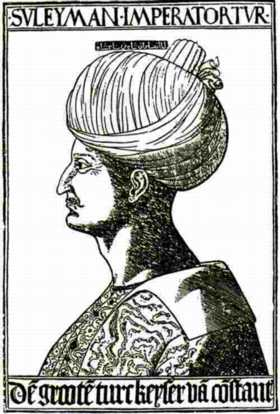
スレイマン2世

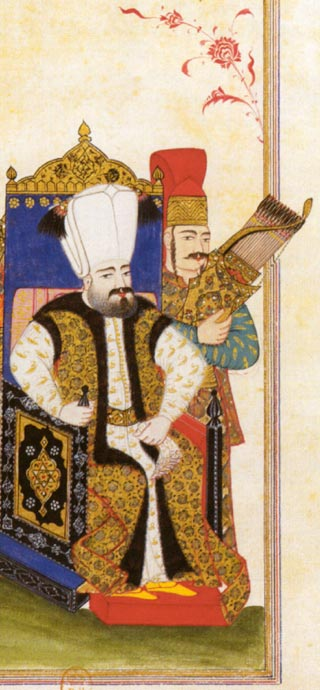
スレイマン2世

スレイマン2世（Suleiman II, 1642年4月15日 - 1691年6月23日）は、オスマン帝国の第20代皇帝（在位：1687年11月8日 - 1691年6月23日）。第18代皇帝イブラヒムの息子でメフメト4世の弟、アフメト2世の兄。

## 生涯

### 即位前
1642年4月にイブラヒムとアシュブ・スルタンというセルビア出身の女性との間に生まれた。兄のメフメトよりも生まれるのが3ヶ月遅かった。1649年には兄弟のメフメトとアフメトらと共に割礼を受けている。
父の崩御後、即位までの40年近く幽閉されていたが、兄のメフメト4世を廃位してスレイマンを即位させようとする動きは2度あった。最初は、祖母のキョセム・スルタンが、自身にとって扱いにくいメフメトを廃してスレイマンを即位させ、メフメトの母のトゥルハン・スルタンの影響力を削ごうとした時である。しかしトゥルハンはキョセムに刺客を送って彼女を暗殺したため、未遂に終わった。次にスレイマンを即位させようとした動きがあったのは、1656年にヴェネツィアがイスタンブールを海峡封鎖をした混乱の隙だった。しかし、これは露呈してこれを企んだイスラム長老は流刑され、のちに処刑された。
メフメト4世の妻のギュルヌシュ・スルタンが息子のムスタファを出産した後、ギュルヌシュによって殺されそうになるが、メフメト4世の母のトゥルハン・スルタンによって阻止された。

### 即位後
1687年に兄が大トルコ戦争の劣勢の責任を取り退位、帝位を譲られ即位した。即位した後も戦況はかなり厳しく、1688年に神聖同盟側にベオグラードを占領され、それに呼応するかのようにルメリ州のチプロフツィで反乱が起こった。ベネツィア軍にはペロポネソス半島を奪われてモレア王国を建国されてしまい、ポドリアはポーランドに占領された。
スレイマン2世は財政赤字に対応するべくアルコールの専売制を始めた。アルコールの一般販売は禁じられたがあまり効果は無く、居酒屋や自宅でアルコールを販売する者もいたという。また、新銀貨クルシュを市場に投入した。クルシュは25. 6グラムの重さで、16グラムの銀を保有するこの大型硬貨は、オスマン市場の基本通貨の役割を果たし、1760年代半ばまで通貨の安定に寄与した。スレイマンは、賄賂や娯楽を嫌う信仰深く正直な人物で、帝国内の賄賂や暴虐行為に反感を覚えて1589年、キョプリュリュ・ムスタファ・パシャを大宰相に登用して管理体制の修復に努めた。ムスタファ・パシャのもと、1688年に奪われたベオグラードを1690年に奪還することに成功した。さらに、新たに神聖同盟に加わったロシアによるアゾフ遠征を撃退した。在位中の後半の2年間は病床につき晩年には昏睡状態で、1691年に49歳で病で崩御してしまった。弟のアフメト2世が後を継いだ。